# 冨士山アネット
冨士山アネット（フジヤマアネット／fujiyamaannette）は日本の劇団。長谷川寧が主宰する。

## 概要
作・演出・振付の長谷川寧を中心としたカンパニー。2003年設立。近年は、演劇の方法論を用い、身体を起こして行くという「ダンス的演劇（テアタータンツ）」にて独自の活動を行っている。

## 特徴

### 作品
かなりの部分がダンス的な身体の動きで構成され、ほぼ無言の舞台だが、すべての作品に演劇の台本が存在する。
作品制作にあたっては、まず、台詞のある芝居にし、そこから徐々に、台詞を動きに転換していくという独自の手法をとっている。

### 宣伝美術
近年では、一部の公演を除き、ビニール製手提げ袋に次回公演情報を印刷したものを採用している。劇場で配られる大量のフライヤーを入れて持ち帰ることが出来る上、他公演帰りの観客が持ち歩くことで、本人も知らぬ内に冨士山アネットの次回公演の宣伝につながっているというメリットがある。

## 公演

### 本公演
- 2003年9月　 ｢猿女-Salome｣(新宿シアターブラッツ)
- 2004年5月　 ｢A/F｣(王子小劇場)
- 2004年9月　 ｢VER◎NICA｣(Nishiogi WENZ studio)
- 2005年4月　 ｢PiNQ｣（アサヒ・アートスクエア）
- 2005年10月　｢火星の生活｣（吉祥寺シアター）
- 2006年8月　 ｢怪物｣（富山県利賀芸術公園内　利賀スタジオ）
- 2006年7月　 ｢Romeo.｣(新宿シアターブラッツ)
- 2007年1月　 ｢DiSTANCE｣(アサヒ・アートスクエア)
- 2007年8月　 「在処/sugar」(アサヒ・アートスクエア)
- 2008年1月　「太陽［THE SUN］」(シアタートラム)
- 2008年12月 「不憫［FUBIN!］」（下北沢ザ・スズナリ）
- 2009年4月　「Romeo.（リメイクver.）」シンガポール公演（Esplanade Theatre Studio）
- 2009年5月　「Romeo.（リメイクver.）」日本凱旋公演（川崎市アートセンターアルテリオ小劇場）

### 主催イベント
- 2008年9月「EKKKYO-!」(下北沢ザ・スズナリ)
- 出演団体
  - 冨士山アネット「行方知れず」
  - 夙川アトム「ひとりコント」
  - 劇団山縣家「ホームビデオ家族でスズナリ」
  - ピンク「子羊たちの夕焼けボート」
  - 快快「いそうろう リメイク.ver」
  - FUKAIPRODUCE羽衣「お金の話が終わったら」

### 参加イベント
- 2004年 　　「Motivation 2004」
- 2005年9月　「Motivation Grand Prix 2005」
- 2006年7月　[BIRTH]-Creative show event-「How To Make Juliette.」
- 2010年10月 「ar ひ ar とき ar ばしょ」

## 映像パフォーマンス
- 2008年5月　HAPPYSYSTEM presents「BIN MEIN EIGNER HUND（englishname：I AM MY OWN DOG）」（作品内映像出演パフォーマンス）

## 受賞歴／コンテスト参加歴
- 2004年10月 Motivation2004 Autumn 入賞 （作･演出･振付･出演）於　六本木ヴェルファーレ
- 2005年1月 王子小劇場　佐藤佐吉賞　於　王子小劇場 最優秀宣伝美術賞受賞　＆　最優秀衣裳賞ノミネート
- 2008年 世田谷パブリックシアターフリーステージ演劇部門　入選
- 2008年 BankartCafeLiveSeries2008　入選